# Gewoon schorshorentje
Het gewoon schorshorentje (Balea perversa) is een slakkensoort uit de familie van de Clausiliidae. De wetenschappelijke naam van de soort werd in 1758 voor het eerst geldig gepubliceerd door Carl Linnaeus.

## Kenmerken
De conische schelp (7-10 x 2,5-2,7 mm) is lichtbruin of groengeel van kleur. Het heeft acht tot negen windingen, waarbij de laatste winding ook de breedste is, in tegenstelling tot veel andere clausilia's. De schelp ziet er glanzend uit, wat te danken is aan de zeer fijne ribbels. De mond is vierhoekig en tandeloos, behalve de bovenste lamel, die is gereduceerd tot een vage pariëtale tandknobbel. Het clausilium, waaraan de familie zijn naam ontleent, ontbreekt.

## Verspreiding en leefgebied
Het verspreidingsgebied van het gewoon schorshorentje ligt in West-Europa en de Britse Eilanden. Eerdere uitspraken over hun verspreiding in Oost-Europa worden nu in twijfel getrokken. In Nederland is deze soort vrij schaars en grotendeels beperkt tot de duinstreek en het rivierengebied. Het leeft in mos, in grove boomschors, boomholten en losse muren, op bermen en rotsachtige taluds, meer zelden in het grondafval. De slak voedt zich met mossen, algen, korstmossen en cyanobacteriën.
De dieren kunnen per jaar 10 tot 20 jonge dieren (ovovivipaar) ter wereld brengen. Onder gunstige omstandigheden duurt het drie tot vier maanden om geslachtsrijp te worden. De slakken worden gemakkelijk door vogels verspreid.

## Bedreiging
Deze soort wordt bedreigd door het verlies van zijn biotoop (modernisering van oude gebouwen, verwijdering van oude bomen), zure regen en luchtvervuiling. De slak is geïntegreerd in bijna natuurlijke ecosystemen; het is grotendeels verdwenen uit stedelijke gebieden.